# Étienne Ory
Étienne Ory, né le 9 octobre 1996 à Metz en Moselle, est un joueur français de basket-ball.

## Biographie

### Débuts de carrière
Il joue sous les couleurs du Centre fédéral de basket-ball (CFBB) de 2011 à 2014. Malgré une saison blanche en 2013-2014 il rejoint l'équipe du Paris-Levallois. Avec l'équipe espoir, il termine deuxième du Trophée du Futur en s'inclinant en finale contre le BCM Gravelines-Dunkerque. L'année suivante, il remporte le Trophée du Futur 2016.
Pour la saison 2016-2017, Étienne Ory est prêté à la Jeanne d'Arc Vichy-Clermont Métropole Basket en Pro B.

### Sélection nationale
Il termine Vice-champion d'Europe U16 2012 organisé en Lettonie et Lituanie, il est aussi élu dans le 5 majeur de la compétition.
Il est sélectionné en 2013 et 2014 avec l'Équipe de France U18. Pour cause de blessure au pied il n'est pas retenu en 2015 avec l'équipe de France U20.

## Palmarès

### En club
- Deuxième du trophée du Futur 2015
- Vainqueur du trophée du Futur 2016

### Sélection nationale
- Vice Champion d'Europe U16 2012, élu dans le 5 majeurs de la compétition